# Liparis latifolia
Liparis latifolia là một loài phong lan thuộc chi Liparis.

## Hình ảnh

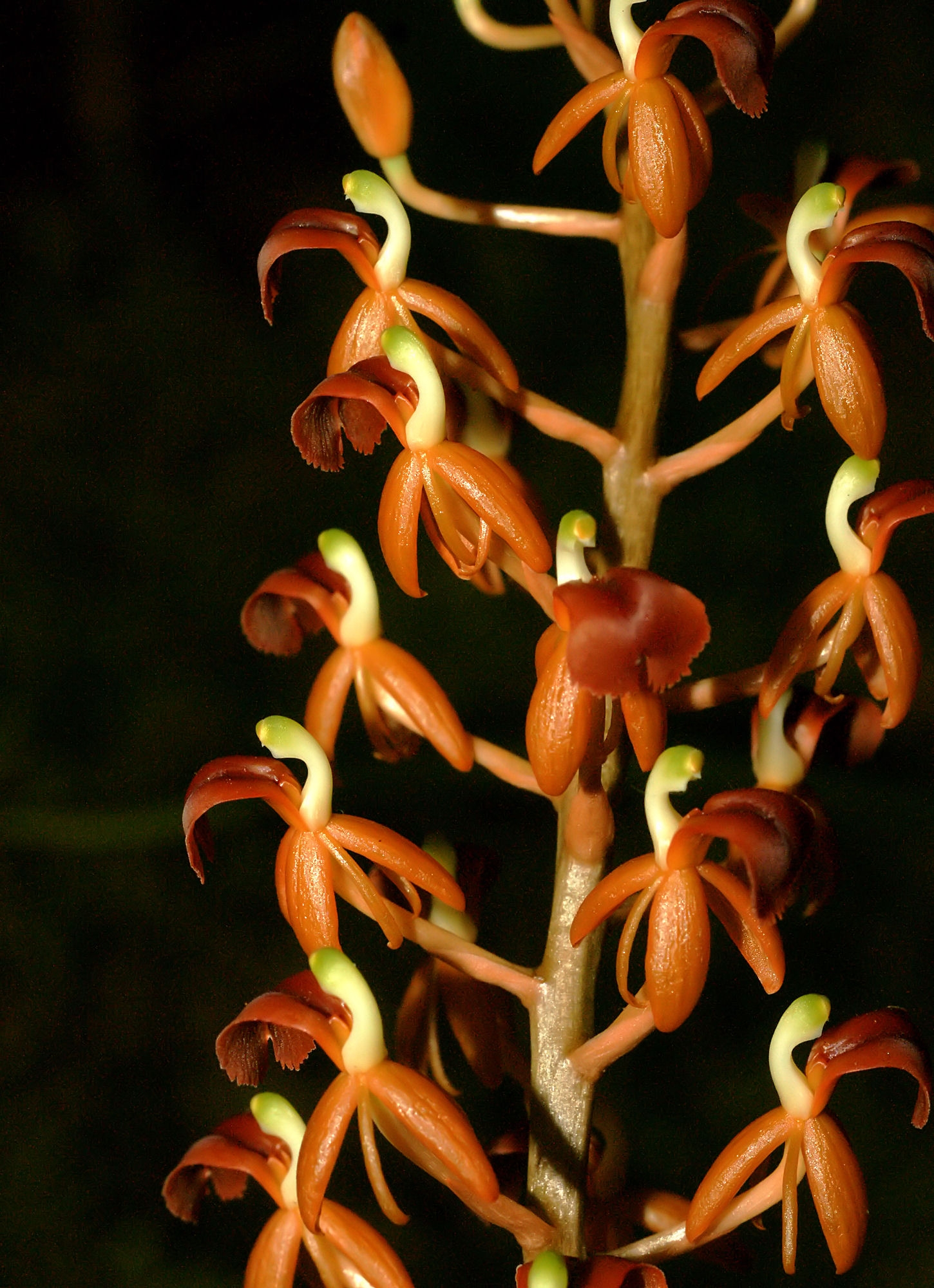
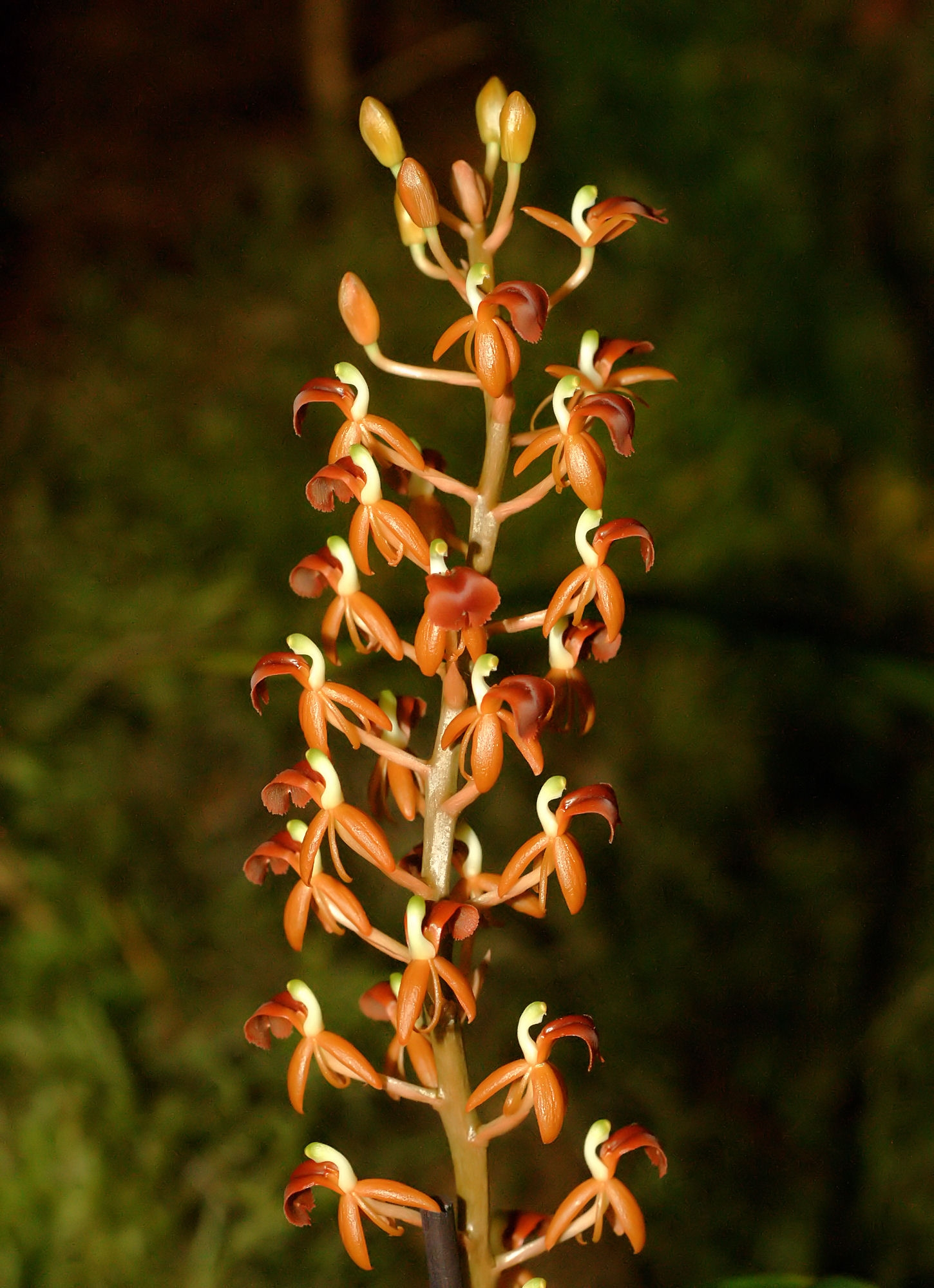
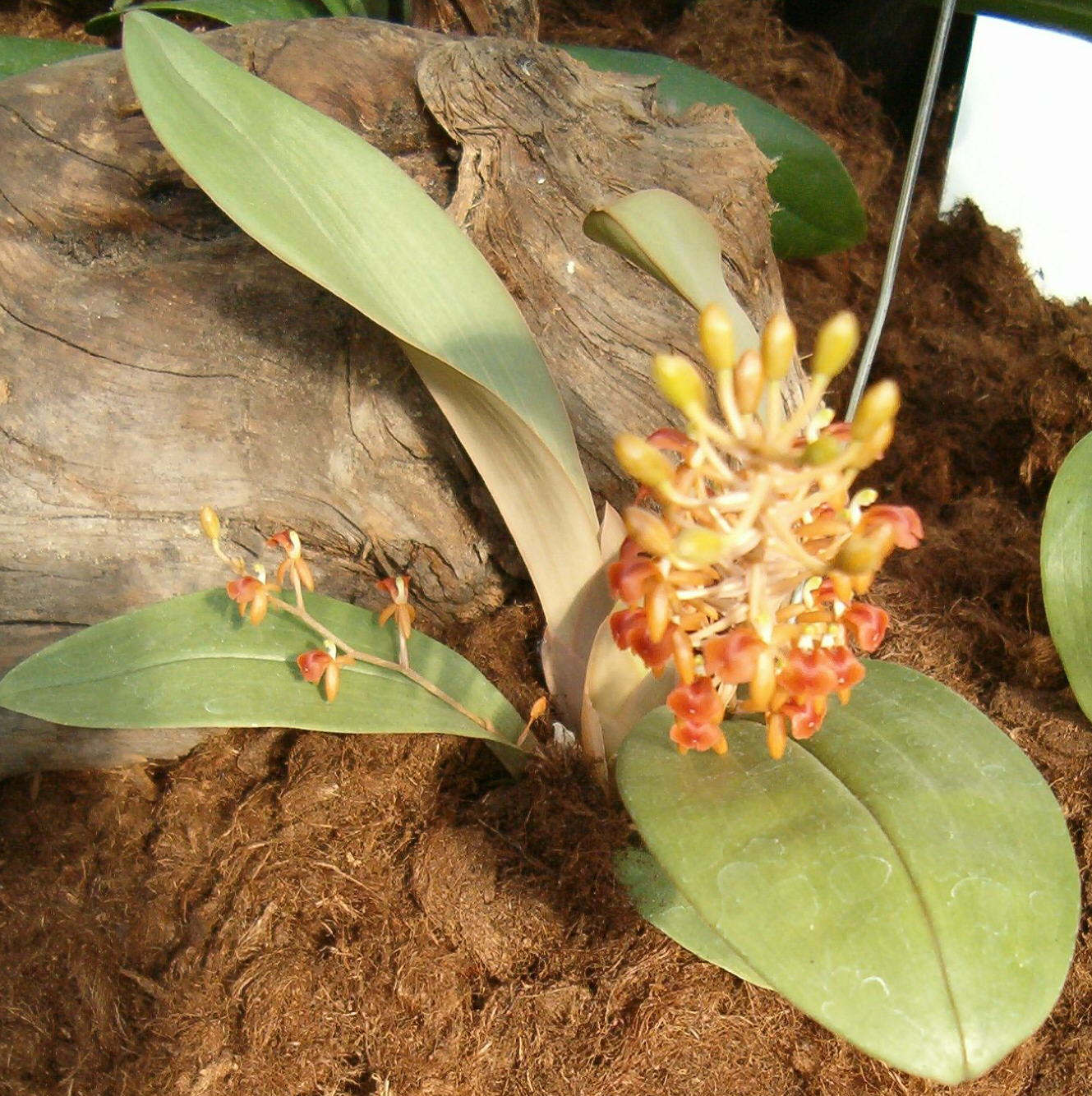
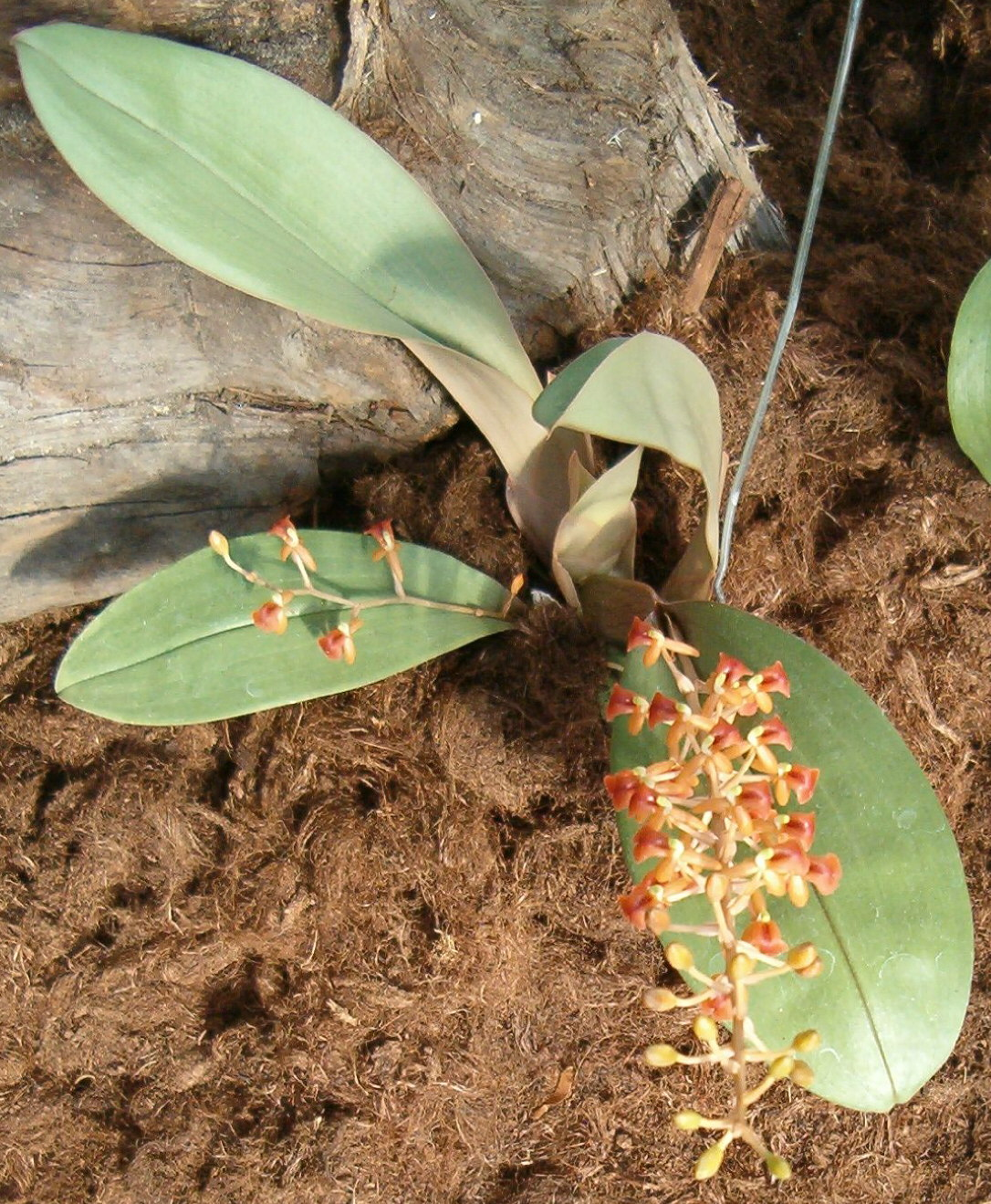